# 1840 en littérature
| Années de la littérature : 1837 - 1838 - 1839 - 1840 - 1841 - 1842 - 1843    |
| Décennies de la littérature : 1810 - 1820 - 1830 - 1840 - 1850 - 1860 - 1870 |

Cet article présente les faits marquants de l'année 1840 en littérature.

## Évènements
- 20 février : élection académique. Pierre Flourens est élu. Victor Hugo obtient 14, 15, 14, et 12 voix.
- 25 février : Charles Baudelaire envoie à Victor Hugo une lettre d'admiration.
- Mars : Gobineau fonde avec quelques amis, Maxime Du Camp, Paul de Molènes, Hercule et Gaston de Serre, la Sérénissime Société des Scelti, ou Cousins d'Isis, qui a pour but d'aider ses membres à faire carrière. En octobre, les Scelti préparent un recueil collectif à paraître au début de 1841. Les Scelti ont en commun « l'ambition, l'indépendance d'esprit, les idées aristocratiques ».
- 14 mars : théâtre de la Porte-Saint-Martin : première du Vautrin de Balzac[1].
- 15 mars : Frédérick Lemaître accusé d'avoir voulu faire une charge de Louis-Philippe, le ministre Rémusat interdit Vautrin.
- 16 mars : Victor Hugo accompagne Balzac au ministère pour protester contre l'interdiction de Vautrin.
- 16 mai : inauguration de la nouvelle salle de l'Opéra-Comique, place Favart.
  - après son incendie, installation du théâtre du Vaudeville dans l'ancien théâtre des Nouveautés de la place de la Bourse (cf. rue Vivienne). Il avait été fondé en 1791 par le chevalier de Piis et par Barré, par la transformation en une salle de spectacle du Waux-hall d'Hiver, salle de danse située sur une partie des terrains de l'ex-hôtel de Rambouillet, dans la rue de Chartres-Saint-Honoré reliant la place du Palais-Royal à celle du Carrousel. Ce théâtre ayant brûlé dans la nuit du 16 au 17 juillet 1838, sa troupe alla jouer provisoirement dans la salle du Gymnase (cf. bd de Bonne-Nouvelle).
- 16 juin : Victor Hugo se rend à Saint-Prix (château de la Terrasse) où se trouvent les siens. Il est accompagné de plusieurs amis, dont Gérard de Nerval.
- 25 juillet : Honoré de Balzac attaque violemment Henri de Latouche dans son journal la Revue parisienne.
- 25 août : Honoré de Balzac s'en prend à Sainte-Beuve dans son journal la Revue parisienne.
- 29 août - 1er novembre : Victor Hugo, avec Juliette Drouet, voyage dans la région du Rhin. Reims, Sedan, Givet, Dinant, Namur, Liège, Aix-la-Chapelle, Cologne, Andernach, Saint-Goar, Bingen, Mayence, Francfort, Worms, Heidelberg, Mosbach, Besigheim, Stuttgart, Waldenbuch, Tübingen, Balingen, Tuttlingen, Stockach, Schaffhouse, Donaueschingen, Hausach, Freudenstadt, Gernsbach, Rastadt, Karlsruhe, Heidelberg, Mannheim, Forbach, Metz, Château-Thierry. Durant ce voyage, Victor Hugo envoie à Adèle (à Saint-Prix) les huit parties de son Journal et les deux parties de la Lettre sur Heidelberg.
- 25 septembre : Honoré de Balzac fait l'éloge, dans son journal la Revue parisienne, de La Chartreuse de Parme de Stendhal, que la presse feignait d'ignorer.
- 27 octobre :
  - au Théâtre-Italien de Paris, première de Lucrèce Borgia de Donizetti. Le livret (italien) de Felice Romani plagie et parodie Victor Hugo;
  - Adèle Hugo quitte Saint-Prix pour Paris.

- 16 décembre : Honoré de Balzac fait, dans une lettre à Ewelina Hańska, une description enthousiaste de la cérémonie du retour des cendres de Napoléon Ier « ... cent mille personnes dans les Champs-Élysées! Chose qui ferait croire à des intentions dans les effets naturels : au moment où le corps de Napoléon est entré aux Invalides, il s'est formé un arc-en-ciel au-dessus des Invalides ».
- 20 décembre : Victor Hugo fait acte de candidature à l'Académie française. Il vise le fauteuil de Népomucène Lemercier (mort le 7 juin).

## Presse
- Septembre : Philippe Buchez fonde L'Atelier,  journal rédigé par des ouvriers sos l'égide de Claude Anthime Corbon.

## Parutions

### Essais
- 24 avril : Alexis de Tocqueville publie chez Gosselin la seconde partie de De la démocratie en Amérique, qui obtient moins de succès que la première.

- Étienne Cabet (socialiste utopiste français, 1788-1856) : Histoire populaire de la Révolution française de 1789 à 1830, et Voyage en Icarie, anonymement.
- Pierre-Joseph Proudhon (philosophe, anarchiste et scientifique français) : Qu'est-ce que la propriété ?.
- Flora Tristan Promenades dans Londres, récit.
- Eugène Buret : De la misère des classes laborieuses en Angleterre et en France.

### Poésie
- 16 mai :  parution des Rayons et les Ombres de Victor Hugo.
- 14 décembre : publication en brochure du Retour de l'Empereur de Hugo (repris dans l'édition de 1883 de La Légende des siècles).
- 23 décembre : chez Fume et Delloye, nouvelle édition du Retour de l'Empereur de Hugo accompagné de poèmes consacrés à Napoléon et publiés dans de précédents recueils.

### Romans

#### Auteurs francophones
- 3 juin : La France publie une nouvelle de Gobineau, Le Mariage d'un prince. Les numéros suivants, 4, 5 et 6 juin, donnent la suite. (Elle a été republiée par René Guise dans la Nouvelle Revue française d'août 1966.)

- Prosper Mérimée, Colomba.
- Honoré de Balzac, Pierrette, Un prince de la bohème, Z. Marcas

#### Auteurs traduits
- Edgar Allan Poe (américain) : Histoires extraordinaires.

## Principales naissances
- 2 avril : Émile Zola, écrivain français